# ビーストロリポップ
「ビーストロリポップ」（びーすとろりぽっぷ）は、2024年3月13日に発売された風男塾の33rdシングル。

## 概要
メンバーは、柚希関汰、英城凛空、葉崎アラン、天堂太陽、胡桃沢鼓太郎、凰紫丈源、赤星良宗。

## 収録曲
テイチクレコード公式サイト内の紹介ページによる。

### 初回限定盤A
［CD］
1. ビーストロリポップ
  - 作詞・作曲・編曲：山崎真吾（SUPA LOVE）
2. little-big-love
  - 作詞：藤原優樹（SUPA LOVE）　/ 作曲・編曲：WA-ON（SUPA LOVE）
3. My own funk session
  - 作詞・作曲・編曲：福島貴夫

［DVD］
「ビーストロリポップ」MUSIC VIDEO

「ビーストロリポップ」MUSIC VIDEO メイキング

### 初回限定盤B
［CD］
1. ビーストロリポップ
2. little-big-love
3. My own funk session

［DVD］
特典映像「愛情をいっぱいお届けします。風バーイーツです!」

### 通常盤
［CD］
1. ビーストロリポップ
2. little-big-love
3. My own funk session
4. ビーストロリポップ（Instrumental）
5. little-big-love（Instrumental）
6. My own funk session（Instrumental）

［封入特典］
ランダムトレーディングカード（全7種）